# Maike Schult
Maike Schult (* 1969 in Lübeck) ist eine deutsche evangelische Theologin.

## Leben
Sie absolvierte ein Doppelstudium Ostslavistik (Russistik) und Evangelische Theologie an den Universitäten Hamburg, St. Petersburg, Berlin und Halle an der Saale (Magisterexamen an der Martin-Luther-Universität Halle-Wittenberg; erste Theologische Prüfung bei der Nordelbischen Evangelisch-Lutherischen Kirche und zugleich Diplom an der Universität Hamburg). Nach der Promotion zum Dr. phil. für die Bereiche Slavische Philologie, Literatur- und Kulturwissenschaft an der Philosophischen Fakultät II der Martin-Luther-Universität Halle-Wittenberg war sie wissenschaftliche Angestellte am Institut für Praktische Theologie an der Theologischen Fakultät der Christian-Albrechts-Universität zu Kiel (2007–2014). Nach der Habilitation 2014 (Venia Legendi für das Fach Praktische Theologie) an der Christian-Albrechts-Universität zu Kiel ist sie seit 2018 Universitätsprofessorin für Praktische Theologie an der Philipps-Universität Marburg.